# 땡삐 (영화)
"땡삐"는 1990년에 개봉한 대한민국의 영화이다.

## 캐스팅
- 이대근 : 장세봉 역
- 유혜진 : 소동녀 역
- 김기주 : 최 주사 역
- 서창숙 : 월화 역
- 이민숙 : 설희 역
- 엄도일 : 재식 역
- 윤일주 : 김좌수 역
- 김경란 : 조씨 역
- 이경우 : 천달 역
- 박부양 : 요시무라 역
- 하흥원 : 다나까 역
- 문명권 : 구산 역
- 장춘언 : 봉팔 역
- 장철 : 하인 1 역
- 한명환 : 하인 2 역
- 길달호 : 일헌병 1 역
- 이석구 : 일헌병 2 역
- 조용수 : 칠성 역
- 주지연 : 과수댁 역
- 이경려 : 박 서방 역
- 최선미 : 기생 1 역
- 이은아 : 기생 2 역